# Tamar

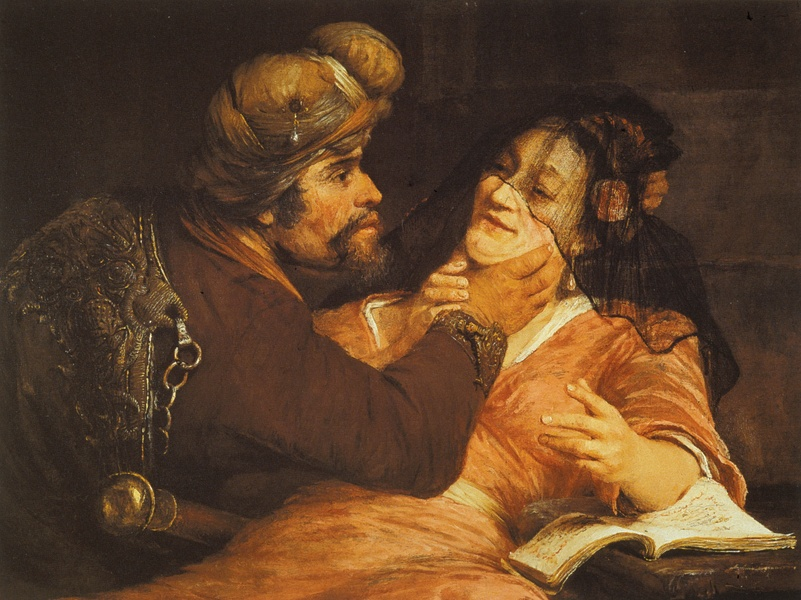
Quadro Judá e Tamar, de Aert de Gelder

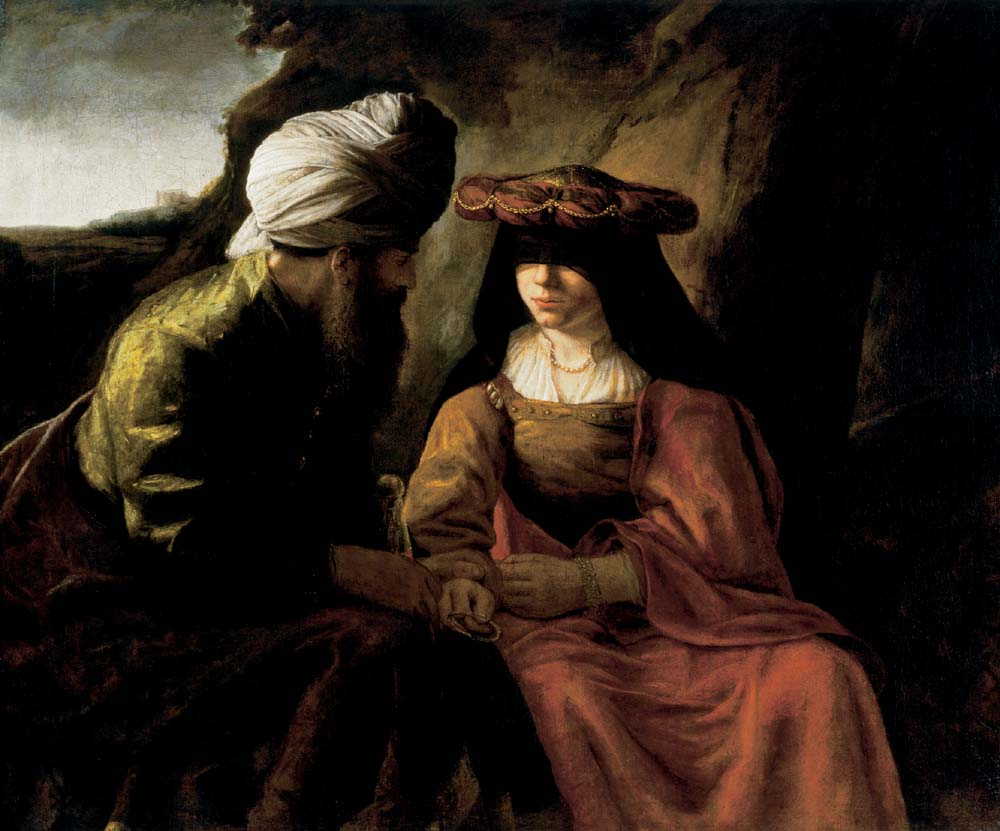
Judá e Tamar, da escola de Rembrandt

Tamar (em hebraico: תָּמָר; romaniz.: Tamar; tiberiano: Tāmār; lit. tamareira ) é uma personagem  do Antigo Testamento da Bíblia, mencionada como, nora de Judá, filho de Jacó.
Etimologicamente, Tamar significa permanecer ereto. Traduz-se também como palmeira, tamareira.
Na narrativa Bíblica Tamar casou-se com Er, primeiro filho de Judá, mas Deus fez com que seu marido morresse devido ao seu próprio mal proceder, deixando Tamar viúva. Ela foi então dada como esposa a Onã, o qual também agia mal e se recusava a dar filhos a Tamar, pelo que Deus também o entregou à morte e Tamar continuou sendo uma viúva sem filhos.
Judá procrastinou em dá-la ao seu terceiro filho que era ainda bem mais jovem do que seus irmãos. Assim, Tamar ocultou sua identidade e se disfarçou de prostituta para conseguir que o próprio sogro tivesse relações sexuais com ela, astutamente ficando com o anel de chancela, o cordão e a vara dele como garantia.
Quando Judá soube que Tamar estava grávida, primeiro ordenou que ela fosse apedrejada e, depois, queimada. Porém, ao saber que, por meio das manobras dela para conseguir um herdeiro ele se tornara o pai da criança, Judá exclamou: “Ela é mais justa do que eu.”
No difícil parto que se seguiu, Tamar teve gêmeos: Pérez (Fares) e Zerá.
A linhagem messiânica é traçada por meio de Fares, seu filho, até o Rei David.